# Ротенклемпенов
Ротенклемпенов (нім. Rothenklempenow) — громада в Німеччині, розташована в землі Мекленбург-Передня Померанія. Входить до складу району Передня Померанія-Грайфсвальд. Складова частина об'єднання громад Лекніц-Пенкун.
Площа — 58,09 км2. Населення становить 598 ос. (станом на 31 грудня 2020).

## Галерея

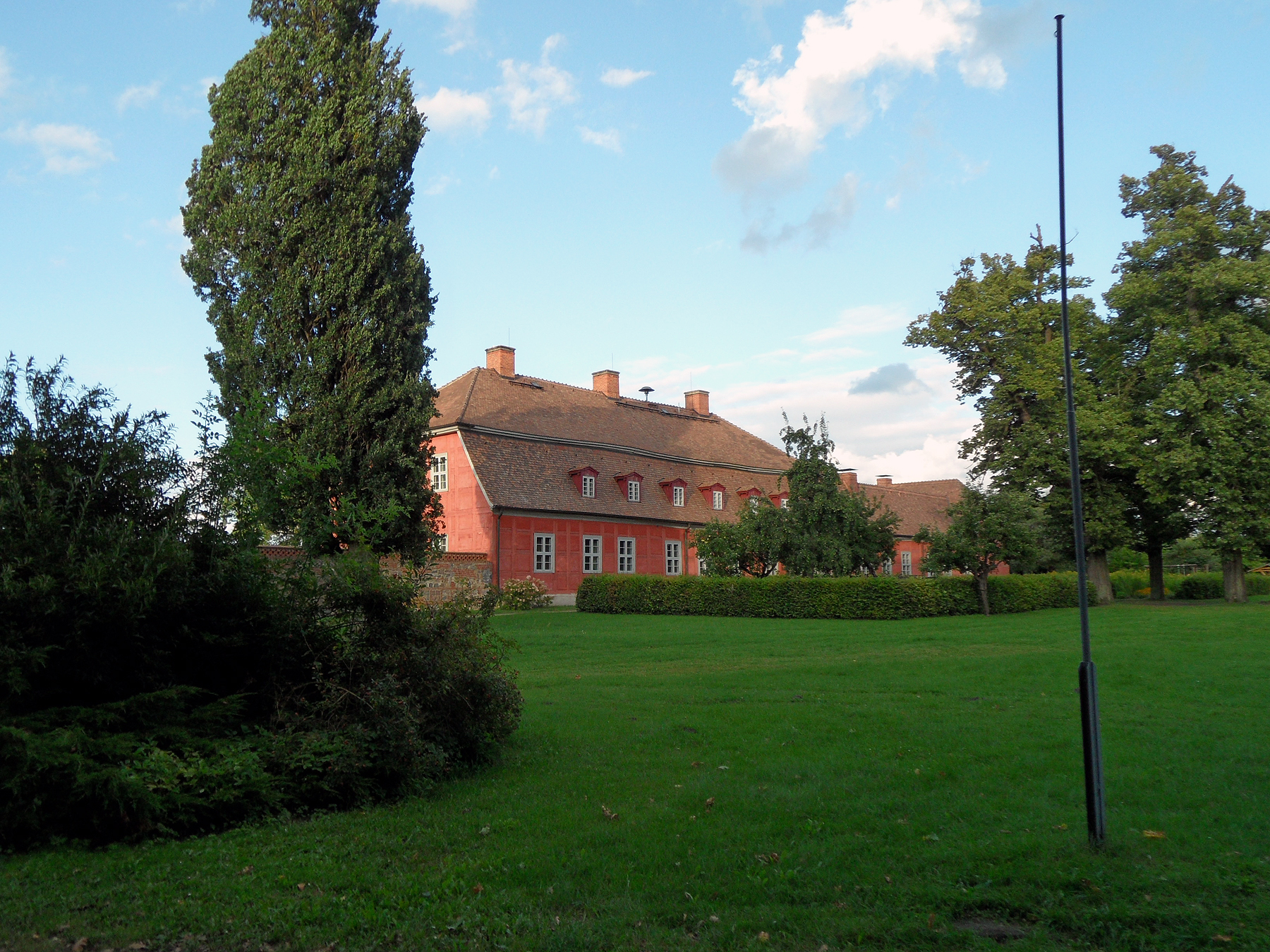
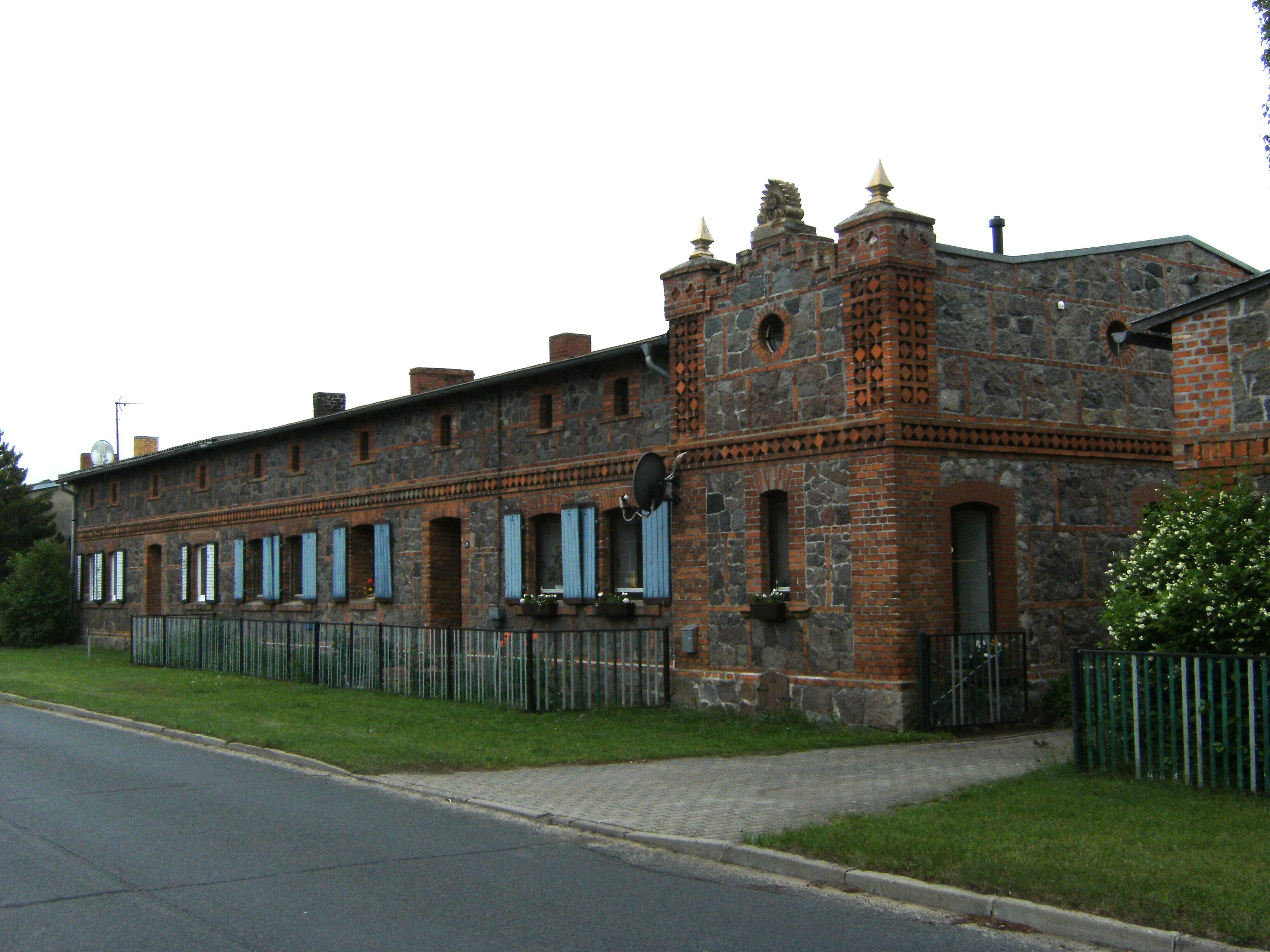
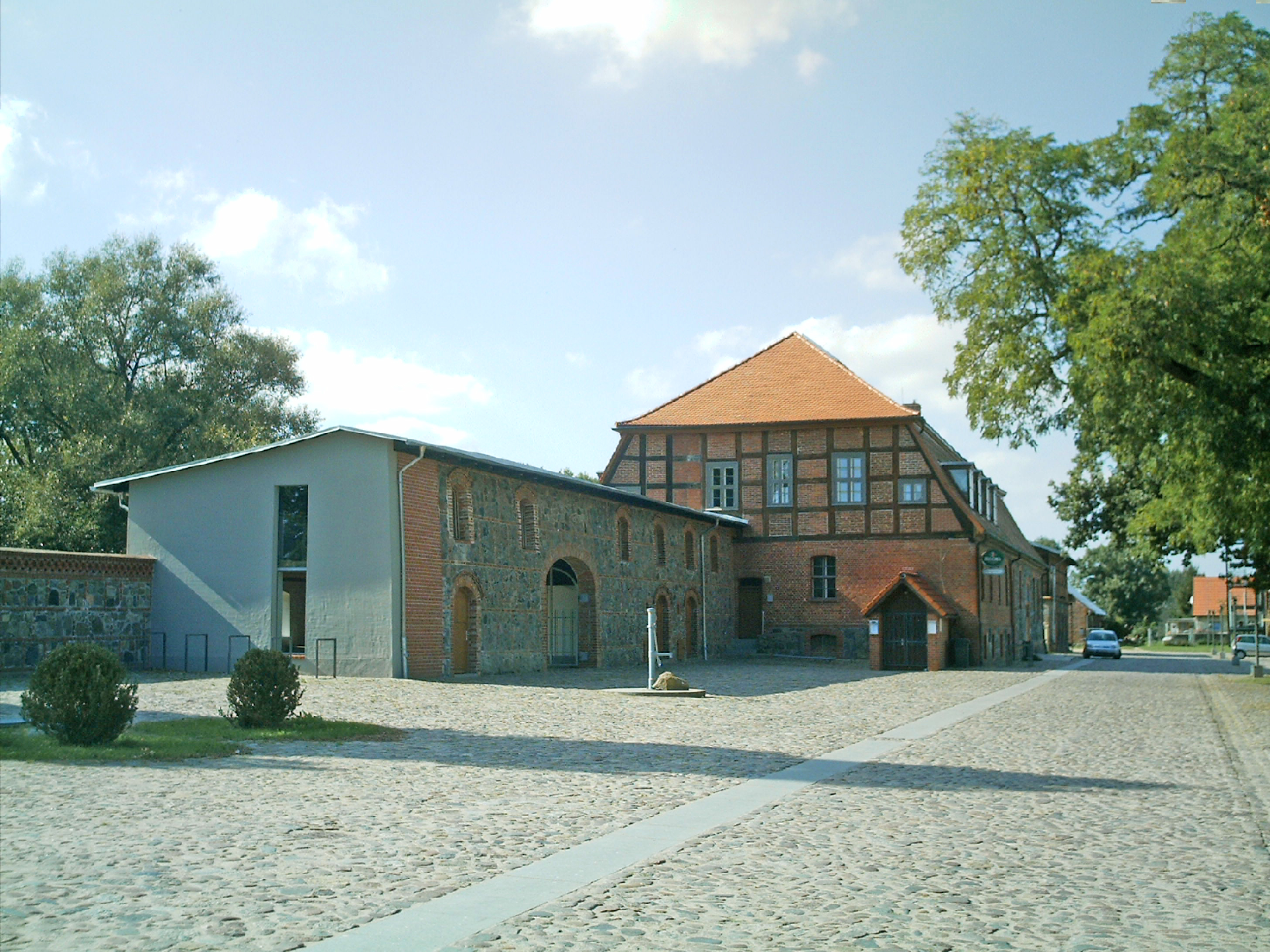
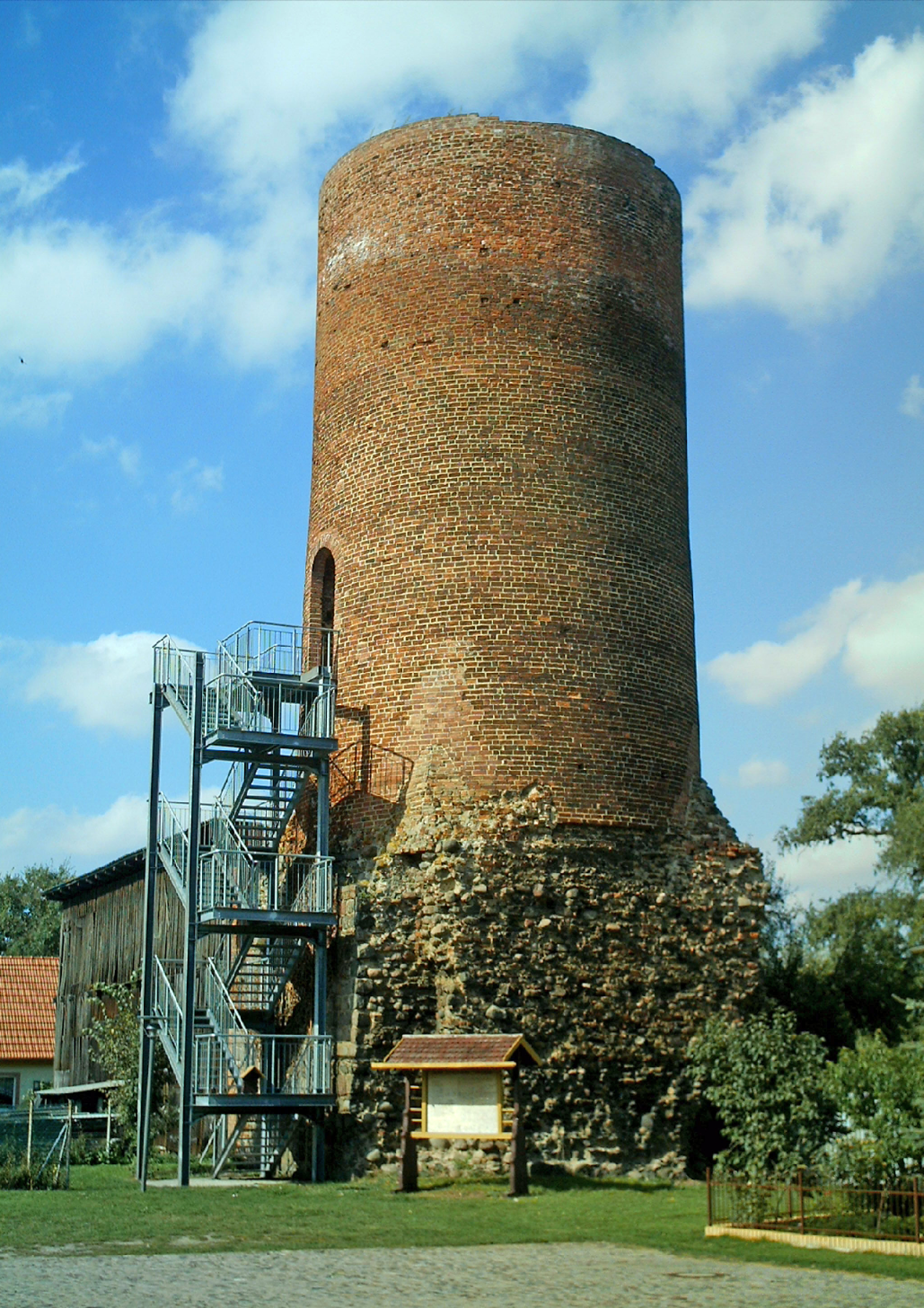
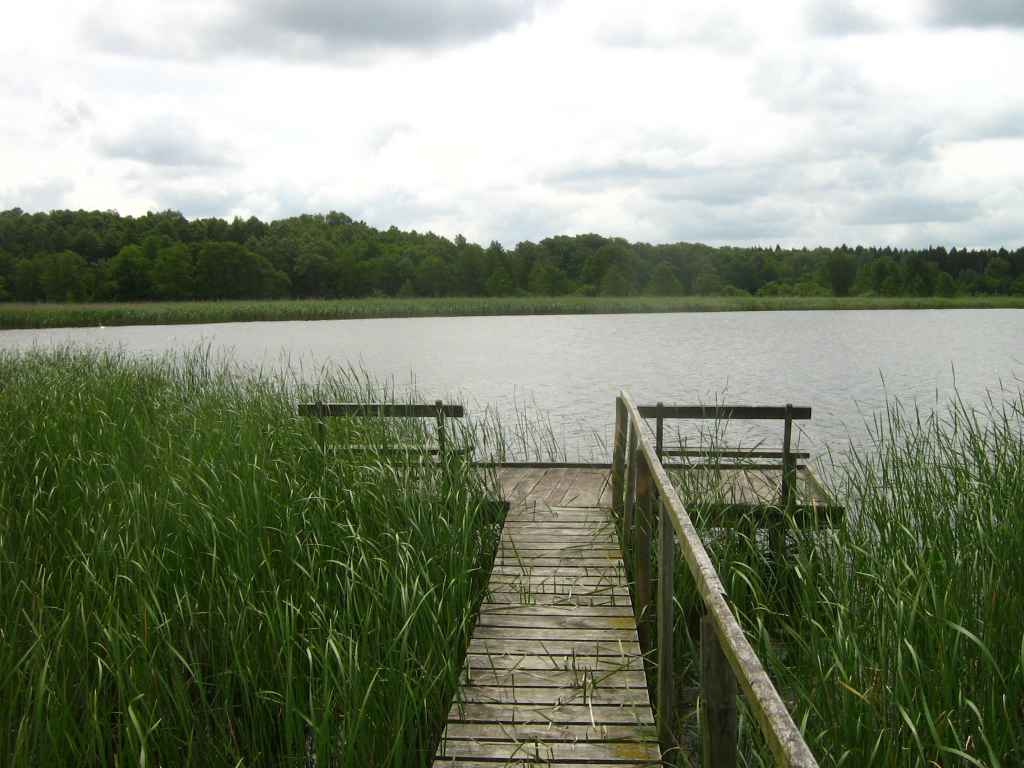